# Neopterygii
Sous-classe
Infra-classes de rang inférieur
- Holostei
- Teleostei

Classification phylogénétique
- Ostéichthyens
  - Actinoptérygiens
    - Cladistiens
    - Actinoptères
      - Chondrostéens
      - Néoptérygiens

Les Néoptérygiens sont une sous-classe de poissons qui regroupe deux sous-groupes, les Holostei (Poisson-castor et Lepisosteidae) d'une part, et l'important sous-groupe des Téléostéens d'autre part. Il regroupe donc la quasi-totalité des poissons et la moitié des Vertébrés. Contrairement aux Chondrostéens (les esturgeons par exemple) qui ont une bouche sur la face inférieure, la bouche est dans la longueur du corps de l'animal. Leurs caractères les plus marquants sont :
- un nombre égal d'os dermiques et de supports des rayons de la nageoire dorsale (ptérigiophores) ;
- un os particulier, le symplectique qui intervient dans l'articulation de la mâchoire.

## Liste des ordres
Sous-classe Neopterygii :
- infra-classe Holostei
  - ordre Amiiformes
  - ordre Semionotiformes
- infra-classe Teleostei
  - super-ordre Acanthopterygii
    - ordre Atheriniformes
    - ordre Béloniformes
    - ordre Beryciformes
    - ordre Cyprinodontiformes
    - ordre Gasterosteiformes
    - ordre Mugiliformes
    - ordre Perciformes
    - ordre Pleuronectiformes
    - ordre Scorpaeniformes
    - ordre Stephanoberyciformes
    - ordre Synbranchiformes
    - ordre Tetraodontiformes
    - ordre Zeiformes

  - super-ordre Clupeomorpha
    - ordre Clupeiformes

  - super-ordre Cyclosquamata
    - ordre Aulopiformes

  - super-ordre Elopomorpha
    - ordre Albuliformes
    - ordre Anguilliformes
    - ordre Elopiformes
    - ordre Notacanthiformes (nommé Notacanthoidei sous Albuliformes par ITIS)
    - ordre Saccopharyngiformes

  - super-ordre Lampridiomorpha
    - ordre Lampridiformes

  - super-ordre Ostariophysi
    - ordre Characiformes
    - ordre Cypriniformes
    - ordre Gonorynchiformes
    - ordre Gymnotiformes
    - ordre Siluriformes

  - super-ordre Osteoglossomorpha
    - ordre Osteoglossiformes
    - ordre Hiodontiformes (inconnu de ITIS)

  - super-ordre Paracanthopterygii
    - ordre Batrachoidiformes
    - ordre Gadiformes
    - ordre Lophiiformes
    - ordre Ophidiiformes
    - ordre Percopsiformes

  - super-ordre Polymyxiomorpha
    - ordre Polymixiiformes

  - super-ordre Protacanthopterygii
    - ordre Esociformes
    - ordre Osmeriformes
    - ordre Salmoniformes

  - super-ordre Scopelomorpha
    - ordre Myctophiformes

  - super-ordre Sternopterygii
    - ordre Ateleopodiformes
    - ordre Stomiiformes